# Gelves
Gelves  es un municipio de la provincia de Sevilla (Andalucía, España). Se encuentra en la comarca del Aljarafe, junto al río Guadalquivir.

## Geografía
El núcleo urbano está situado a 3,5 kilómetros de la capital de la provincia. El municipio tiene un territorio a 3,5 kilómetros, en el interior del municipio de Bollullos de la Mitación, donde se encuentran las Parcelas de Porsiver y de la hacienda de Torrequemada.
El término municipal se divide en dos zonas claramente diferenciadas. La superior se extiende por la cornisa del Aljarafe, alberga varias urbanizaciones y un parque natural de propiedad municipal. La inferior está compuesta por el casco urbano y la vega de Gelves.
El municipio cuenta con tres parques. El parque del Cañuelo se encuentra en la zona meridional, cerca del recinto ferial y de las piscinas del Cañuelo. Alberga los restos de la antigua hacienda del Cañuelo, de la que existen referencias desde 1558, y también se encuentra en él la portada manierista de una antigua mina de agua. El parque del Pandero, llamado así por encontrarse en una finca del mismo nombre, alberga los restos de un acueducto árabe. El parque de los Manantiales se encuentra junto al casco urbano.
Gelves cuenta con un puerto deportivo en el Guadalquivir, que se encuentra a 89 kilómetros del océano Atlántico. Tiene capacidad para 150 atraques y un canal de entrada de 40 metros.
| Mairena del Aljarafe | San Juan de Aznalfarache | San Juan de Aznalfarache |
| Mairena del Aljarafe |                          | Sevilla                  |
| Palomares del Río    | Palomares del Río        | Sevilla                  |

## Geografía humana

### Demografía
Cuenta con una población de 10 473 habitantes (INE 2024).
| Gráfica de evolución demográfica de Gelves entre 1842 y 2021                                                          |
| |
| Población de derecho según los censos de población del INE. Población de hecho según los censos de población del INE. |

Evolución del número de habitantes en los últimos años.
| Relación de unidades poblacionales |             |                         |
| Entidades de población             | Hab. (2015) | Distancia a Gelves (km) |
| Gelves                             | 8094        | -                       |
| Parcelas de Porsiver               | 1852        | 3,5                     |
| Total municipio                    | 9951        |                         |

| 2,084                     | 2,245 | 2,644 | 3,009 | 3,249 | 3,625 | 3,224 | 3,566 | 3,658 | 3,997 | 9,244 | 9,688 | 9951 |
| (Fuente: INE [Consultar]) |       |       |       |       |       |       |       |       |       |       |       |      |

### Economía
En el pueblo existen talleres de artesanía. En 1993 se creó la Escuela de Formación de Artesanos de Gelves con la fabricación de objetos de cerámica. Entre 1996 y 2011 se impartió la especialidad de lutería, para fabricar instrumentos musicales. Esta especialidad se retomó en este centro en 2010.
En 2015 había 136 ha de cultivos herbáceos, de las cuales 70 son de trigo, y 138 ha son de cultivos leñosos, de las cuales 21 son de naranjos y 111 de olivar.
En el municipio se encuentran los polígonos industriales Citec y Guadalquivir.

#### Evolución de la deuda viva municipal
| Gráfica de evolución de Deuda viva del Ayuntamiento de Gelves entre 2008 y 2019                                |
| |
| Deuda viva del Ayuntamiento de Gelves en miles de Euros según datos del Ministerio de Hacienda y Ad. Públicas. |

## Administración política
Los alcaldes electos del municipio desde 1979 han sido:
| Periodo   | Nombre                    | Partido                                  |
| --------- | ------------------------- | ---------------------------------------- |
| 1979-1983 | Ángel Oliveros López      | PCE                                      |
| 1983-1987 | Ángel Oliveros López      | IU                                       |
| 1987-1991 | Ángel Oliveros López      | PSOE                                     |
| 1991-1995 | Ángel Oliveros López      | PSOE                                     |
| 1995-1999 | Ángel Oliveros López      | PSOE                                     |
| 1999-2003 | Miguel Lora Corento       | Iniciativa Independiente por Gelves + PP |
| 2003-2007 | Miguel Lora Corento       | Iniciativa Independiente por Gelves      |
| 2007-2011 | Miguel Lora Corento       | Iniciativa Independiente por Gelves      |
| 2011-2015 | José Luis Benavente Ulgar | PP                                       |
| 2015-2019 | Isabel Herrera Segura     | PSOE                                     |
| 2019-2023 | Isabel Herrera Segura     | PSOE                                     |

## Historia

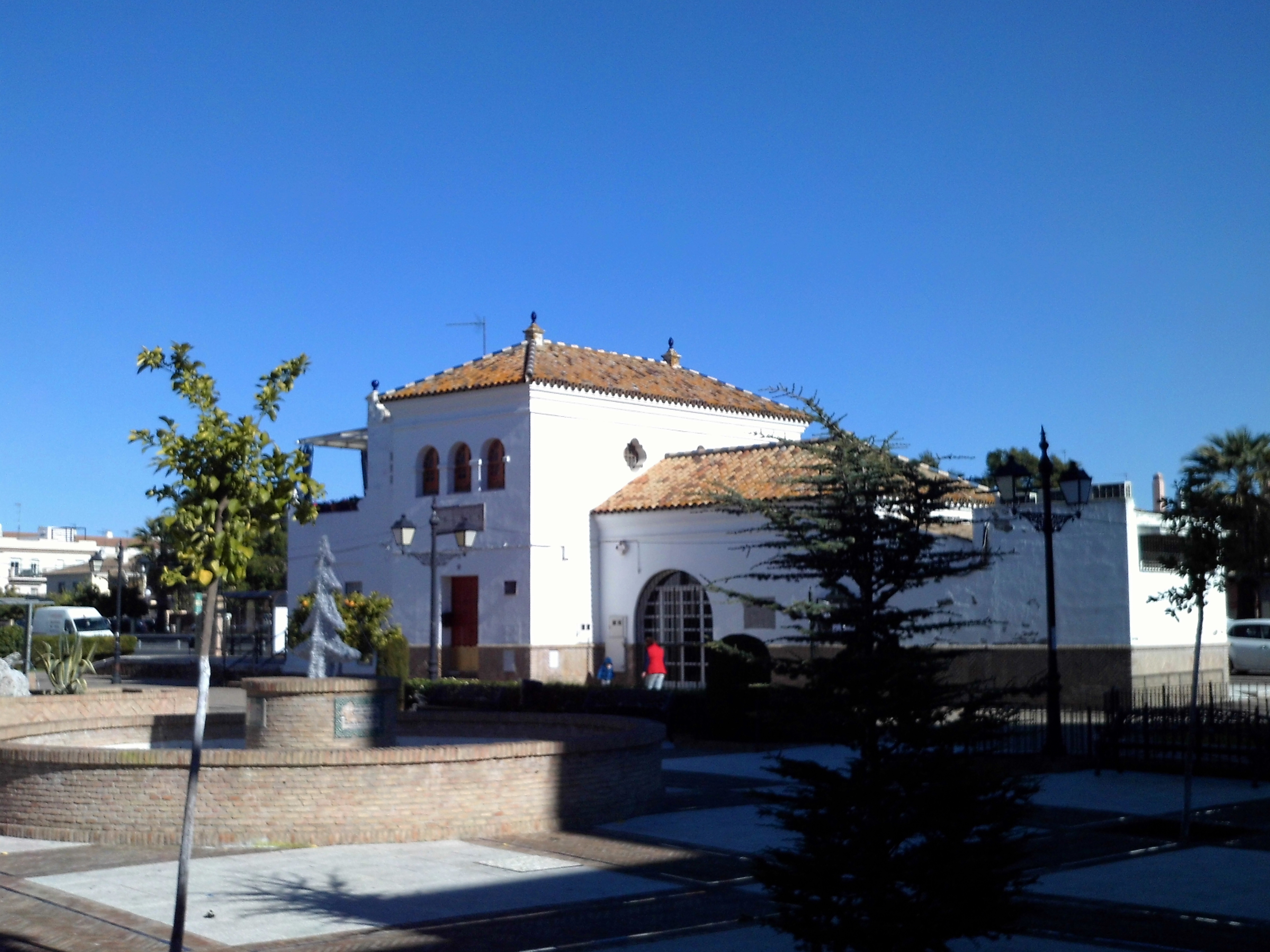
Antigua estación de tranvías de Gelves.

Hay constancia de que la zona estuvo habitada desde el Paleolítico. Existen diversas teorías sobre el origen del municipio. Esta zona se encontraba en el antiguo reino de Tartessos. Según Rodrigo Caro el actual Gelves se corresponde con la antigua Vergentum, que fue citada por Plinio. Esta cita se ha transcrito como Vergentum, quod Iulii Genius y Vergentum, quod Iulii Genitor, pero en realidad es una mala lectura por Lucurgentum Iulii Genius, ciudad romana localizada en la Base Aérea de Morón de la Frontera. Serrano Ortega afirma que en la época turdetana se llamaba Gelduva y que los árabes la llamaron Ge-Baal, que significa ‘monte de recreo’. Gelduba es el nombre de un castillo romano de Germania mencionado por Plinio, por lo que existen varias teorías sobre el origen de la palabra.
En la época almohade cobró cierta importancia como lugar fortificado. Fue reconquistada en 1247 por Pelayo Pérez Correa, maestre de la Orden de Santiago. En el repartimento de Alfonso X de 1253 el rey tomó este lugar como almacén propio. En 1370 fue concedido a Fernán Sánchez Tovar. En el reinado de los Reyes Católicos pasó a pertenecer a la Casa de Guzmán. Posteriormente, pasó a la Casa de Tovar. En 1527 el rey Carlos I concedió la venta de este lugar a Jorge Alberto de Portugal y Melo y a su esposa Isabel Colón de Toledo (hija de Diego Colón y nieta de Cristóbal Colón). En 1529 se creó el condado de Gelves. El hijo de Jorge e Isabel, Álvaro de Portugal, se casó con Leonor de Milán. Leonor fue mecenas de una gran cantidad de artistas y le inspiró una gran cantidad de versos al escritor sevillano Francisco Herrera. El matrimonio vivía en la casa de Merlina, al pie de las colinas del Balcón y del Pintado, que fue descrita en 1565 por el escritor Juan de Mal Lara, amigo del matrimonio, como una casa placentera en un lugar de clima agradable. En 1537 Carlos I creó el título de duque de Veragua, que pasó a los condes de Gelves. En 1902 el título de conde de Gelves pasó a la casa de Alba. En 1974 la casa de Alba vendió las propiedades que tenía en el municipio.
Durante el siglo XVIII Gelves fue famosa por sus aguas y paisajes, y bajo la propiedad de los duques adquirió una vida social importante. En 1736 sufrió una de las mayores catástrofes de su historia con el desbordamiento del río Guadalquivir que provocó grandes destrozos y la pérdida de numerosos vecinos.
En 1766 el título de conde de Gelves lo ostentaba Pedro Manuel Florentín Colón de Portugal, el cual trasladó su residencia oficial a la corte, lo que produjo que el pueblo perdiese importancia.
En el siglo XIX, con la desaparición de los señoríos se constituye su ayuntamiento constitucional según la Constitución de Cádiz de 1812.
El pueblo ha sido mencionado en conocidas obras literarias: La vida de Lazarillo de Tormes (anónimo, siglo XVI), Guzmán de Alfarache (Mateo Alemán, 1599), El diablo cojuelo (Luis Vélez de Guevara, 1641), Don Álvaro o la fuerza del sino (1834), Simón Verde (Fernán Caballero, 1857) y Sangre y arena (Vicente Blasco Ibáñez, 1908). En el siglo  XX, también ha sido mencionada en obras de Francisco Rodríguez Marín, Pedro Salinas, José María Pemán y Camilo José Cela. Fue visitado por Washington Irving en el viaje que hizo por Andalucía en el siglo XIX. Aparece también en la guía turística de España y Portugal realizada por Karl Baedeker.

## Cultura
La patrona del pueblo es la Virgen de Gracia. Su festividad se celebra el último domingo de agosto.
El pueblo cuenta con la Hermandad de Nuestra Señora del Rocío. Fue fundada en 1980. El simpecado es una casulla bordada de Servando Charlo, capellán de la catedral de Sevilla. La carreta, finalizada en 1991, fue diseñada por Francisco Maireles Vela y realizada por el orfebre Manuel Ríos.
El pueblo tiene un teatro municipal junto al ayuntamiento. Fue construido en 2008.
También cuenta Gelves con un Estudio-Taller de Luthería, dedicado a la construcción, reparación, salidas de madera y cursos de construcción, de la guitarra española, regentado por el luthier José Miguel Vega, situado en la calle Joaquín Bazo Campos s/n, donde se reparan y restauran junto con la guitarra española, instrumentos de cuerda frotada, tales como el violín.

## Personas destacadas
Alguno de los personajes famosos nacidos en Gelves son Manuel Domínguez, Desperdicios, Fernando Gómez García o José Gómez Ortega (torero), los tres toreros.

## Iglesia de Santa María de Gracia

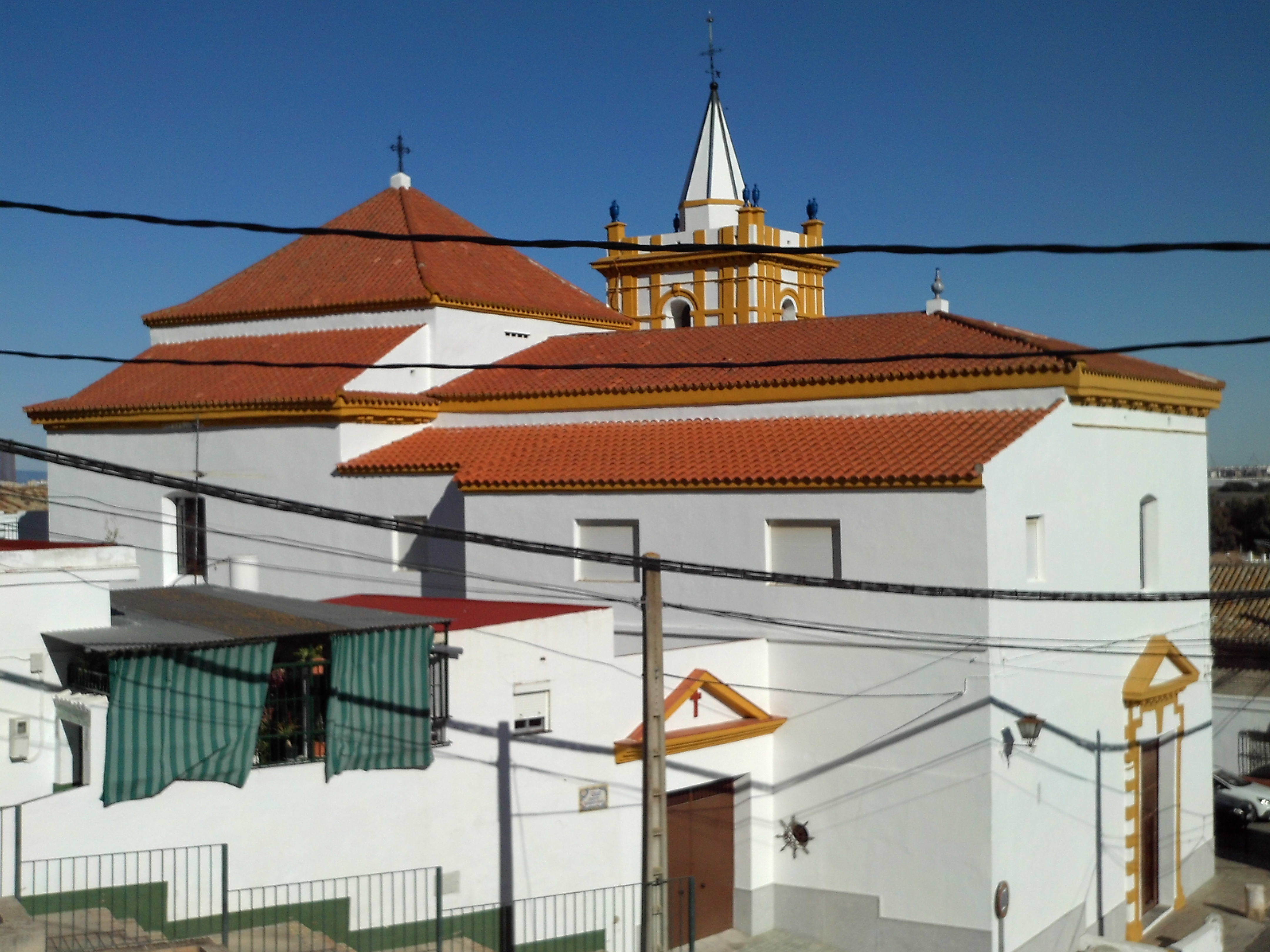
Iglesia de Santa María de Gracia.

La iglesia de Santa María de Gracia fue construida en el siglo XVII y reformada en el siglo XVIII. Es un templo de estilo barroco. Tiene una sola nave, crucero y capillas laterales. Cuenta con dos portadas. La que se encuentra a los pies del templo cuenta con pilastras almohadilladas y frontón recto. La que se encuentra en el lateral derecho está flanqueada con pilastras, está también adintelada y cuenta con un frontispicio con un retablo cerámico de Santa María de Gracia. Al noroeste del templo se encuentra la torre, compuesta por dos cuerpos y chapitel.

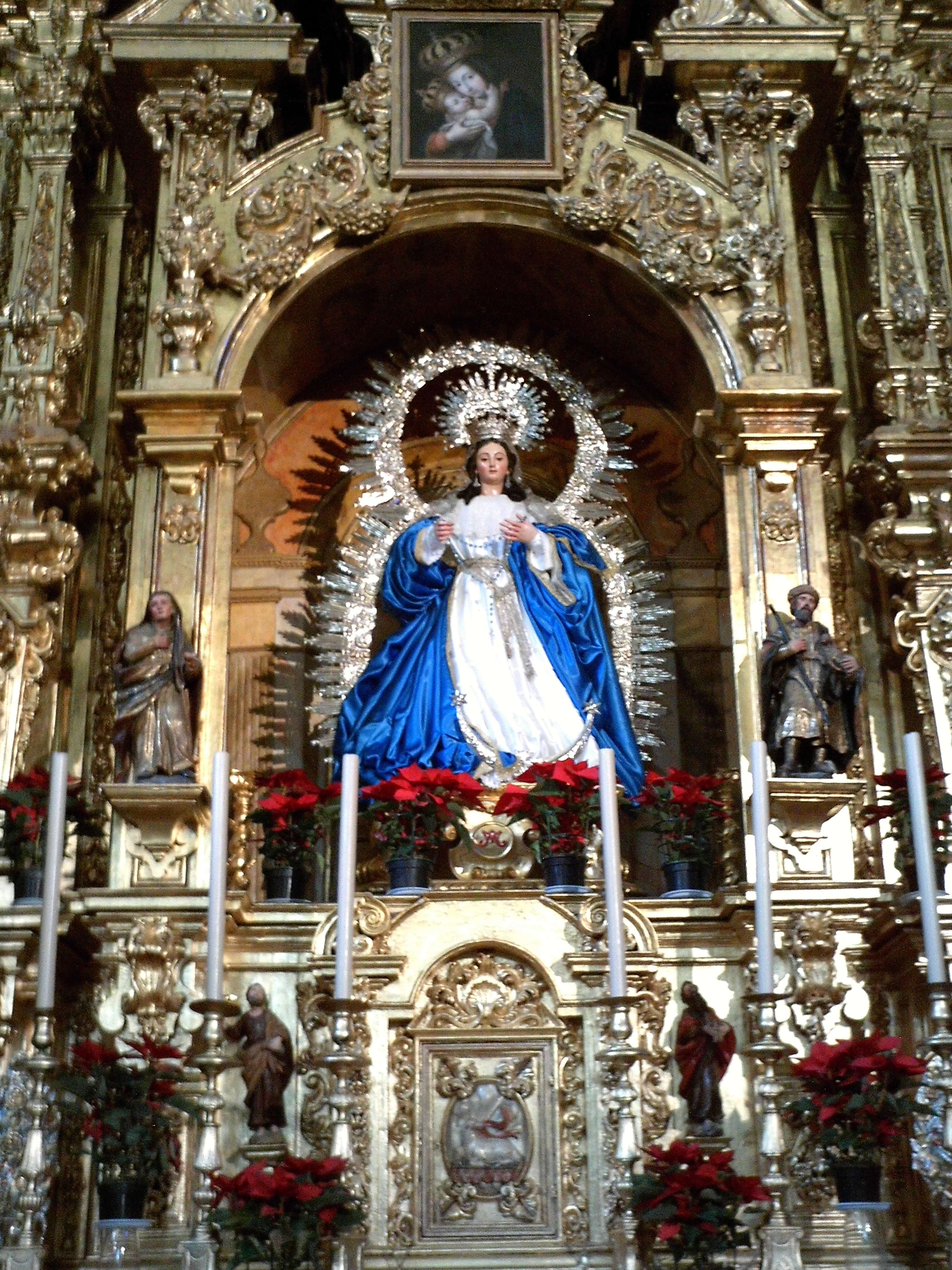
Virgen de Gracia. Siglo XVIII.

El retablo mayor fue realizado por José Fernando de Medinilla en 1736. En el centro se encuentra la Virgen de Gracia, del siglo XVIII. También alberga una escultura de San Francisco de Asís y otras estatuas de santos del siglo XVIII. Las estatuas del retablo mayor de San Joaquín y Santa Ana son del siglo XVII. En el lado izquierdo se encuentra la capilla del Sagrario, con un retablo con imágenes de la Inmaculada y el Niño Jesús. También en el lado izquierdo se encuentra un retablo con un Cristo de la Vera Cruz, del siglo XVIII. En el lado derecho se encuentra un retablo del siglo XVIII presidido por la Virgen del Rosario, flanqueada por Santo Domingo de Guzmán y Santo Tomás de Aquino, siendo todas estas imágenes del siglo XVIII. Todos estos retablos son dorados y de estilo barroco.
Junto al retablo de la Virgen del Rosario hay un cuadro del siglo XVII que representa a San Cristóbal. Este cuadro fue realizado por Orazio Borgianni entre 1604 y 1612, con influencias de Miguel Ángel y Caravaggio. También hay un cuadro de Santo Tomás de Aquino y otro de Santa Teresa de Ávila.
El templo también alberga una talla de San José con el Niño Jesús del siglo XVIII.